# Chlorellales
Ordre
Les Chlorellales sont un ordre d'algues vertes de la classe des Trebouxiophyceae.

## Liste des familles
Selon World Register of Marine Species (8 décembre 2020) :
- famille des Chlorellaceae Brunnthaler, 1913
- famille des Ctenocladaceae
- famille des Eremosphaeraceae
- famille des Leptosiraceae
- famille des Oocystaceae Bohlin, 1901
- Chlorellales incertae sedis